# 木城中央站
木城中央站（日语：／ Woody Town Chūō eki */?）是一個位於日本兵庫縣三田市百合之木台一丁目，屬於神戶電鐵公園都市線的鐵路車站，是該線的終點。車站編號為KB33。海拔200公尺。是神戶電鐵最北端車站。

## 歷史
- 1996年（平成8年）3月28日：花城－此站間延伸的同時開業[1][2]。

## 車站構造
島式月台1面2線的構造。月台有效長度為5節，通常只使用3節編組。
跨站式站房，獲選為近畿車站百選。

### 月台配置
| 月台 | 路線       | 目的地               |
| ---- | ---------- | -------------------- |
| 1、2 | 公園都市線 | 花城、橫山、三田方向 |

## 相鄰車站
神戶電鐵
 公園都市線
南木城（KB32）－木城中央（KB33）

## 外部連結
- 木城中央 - 神戶電鐵